# Дюфё, Одри
Одри Дюфё (фр. Audrey Dufeu) — французский политик, депутат Национального собрания Франции.

## Биография
Одри Дюфё родилась 3 июня 1980 года в Сен-Назере (департамент Атлантическая Луара), старшая из трех детей. Ее отец умер, когда ей было 9 лет, ее воспитывала мать, секретарь на государственной службе. Мать двоих детей от первого брака, 29 августа 2020 года она второй вышла замуж за профессора Филиппа Моро, гематолога из Нанта.
Получив образование медсестры в Париже, она семь лет работала медсестрой в предместьях Парижа, а затем решила переехать в родной город Сен-Назер. С 2014 по 2016 год она изучает право и экономику здравоохранения в Университете Жана Мулена (Лион III), получает диплом магистра. Впоследствии она руководила медицинским учреждением в городе Поншато,специализируясь на онко-гематологии и расширения паллиативной помощи.
Одри Дюфё начала заниматься политической деятельностью летом 2016 года, когда возглавила создание местного комитета движения «Вперёд!» в Сен-Назере. Несколько месяцев спустя она стала кандидатом партии «Вперёд, Республика!» по 8-му избирательному округу департамента Атлантическая Луара на выборах в Национальное собрание и одержала победу во 2-м туре, получив 56,70 % голосов.
В Национальном собрании Одри Дюфё вошла в комиссию по социальным вопросам и стала заниматься вопросами здравоохранения и старения. Она внесла поправки при рассмотрении законопроекта о финансировании социального обеспечения в 2019 году, направленные на финансирование профилактики злоупотребления алкоголем; была принята поправка о приведении налогообложения торговли ромом в заморских департаментах в соответствие с налоговым требованиям метрополии. Ее поправки, направленные на приведение налогообложения коктейлей на основе вина в соответствие с налогом на премиксы, ведение налога на расходы на рекламу алкоголя и продукты, его содержащие (например, конфеты с алкогольной начинкой), не были приняты, но широко обсуждались.
Она также боролась за отмену налогообложения на имущество государственной больницы Сен-Назер, единственной государственной больницы во Франции, облагаемой земельным налогом на построенную недвижимость. Она пробила принятие поправки, позволившей этой больнице также освободиться от налога на имущество.
Одри Дюфё также была назначена послом по пенсионной реформе при Верховном комиссаре по делам пенсионеров Жан-Поле Делевуа. Вместе со 120 депутатами она выступает за более широкое использование возобновляемых источников энергии. В частности, она настаивает на использовании ветроэнергетики на море. 1 октября 2020 года она была назначена заместителем председателя Комитета по социальным вопросам Национального собрания.
На выборах в Национальное собрание в 2022 году вновь баллотировалась в восьмом округе департамента Атлантическая Луара от президентского большинства, но уступила во втором туре кандидату левого блока NUPES Матьясу Тавелю.

## Занимаемые должности
21.06.2017 — 21.06.2022 — депутат Национального собрания Франции от 8-го избирательного округа департамента Атлантическая Луара 